# Телефонний план нумерації
Телефонний план нумерації — це тип схеми нумерації, яка використовується в телекомунікаціях для призначення телефонних номерів абонентським телефонам або іншим кінцевим пристроям телефонії. Телефонні номери — це адреси учасників телефонної мережі, доступні за допомогою системи маршрутизації кодів призначення. Плани телефонної нумерації визначаються в кожному з адміністративних регіонів публічної комутованої телефонної мережі (PSTN) і в приватних телефонних мережах.
У системах загальної нумерації географічне розташування зазвичай відіграє певну роль у послідовності номерів, що присвоюються кожному телефонному абоненту. Багато адміністраторів планів нумерації поділяють свою територію обслуговування на географічні регіони, позначені префіксом, який часто називають кодом області або кодом міста, що являє собою набір цифр, які формують найбільш значущу частину послідовності набору номера для зв'язку з абонентом.
Плани нумерації можуть відповідати різноманітним стратегіям проектування, які часто виникали внаслідок історичної еволюції окремих телефонних мереж і місцевих вимог. Загальновідомим є широкий розподіл між закритими та відкритими планами нумерації. Закритий план нумерації, який існує в Північній Америці, має фіксовану довжину телефонних кодів і місцевих номерів, тоді як відкритий план нумерації передбачає варіативність довжини телефонного коду, місцевого номера або обох цих параметрів, що присвоюються абонентській лінії. Останній тип розвинувся переважно в Європі.
Міжнародна спілка електрозв'язку (ITU) створила комплексний план нумерації, який отримав позначення E.164, для рівномірної сумісності мереж держав-членів або регіональних адміністрацій. Однак це відкритий план нумерації, що передбачає максимальну довжину телефонних номерів у 15 цифр. Стандарт визначає телефонний код країни (код країни) для кожної держави або регіону, який додається до кожного національного телефонного номера для міжнародної маршрутизації.
Приватні плани нумерації існують у телефонних мережах, якими керують приватні підприємства чи організаційні містечка. Такі системи можуть підтримуватися приватною телефонною станцією (PBX), яка забезпечує центральну точку доступу до PSTN, а також контролює внутрішні дзвінки між внутрішніми номерами.
На відміну від планів нумерації, які визначають телефонні номери, призначені абонентським станціям, плани набору встановлюють процедури набору абонента, тобто послідовність цифр або символів, які необхідно набрати щоб досягти пункту призначення. Це спосіб, у який використовується номерний план. Навіть у закритих планах нумерації не завжди потрібно набирати всі цифри номера. Наприклад, код міста часто можна не набирати, якщо адресат знаходиться в тій самій області, що й станція, яка його викликає.

## Структура телефонного номера
Національні або регіональні телекомунікаційні адміністрації, які є членами Міжнародної спілки електрозв'язку (ITU), використовують національні плани нумерації телефонів, які відповідають міжнародному стандарту E.164.
E.164 визначає, що номер телефону складається з телефонного коду країни та національного номера телефону. Національні телефонні номери визначаються національними або регіональними планами нумерації, такими як Європейський телефонний номерний простір, Північноамериканський план нумерації (NANP) або номерний план Великобританії.
У національному плані нумерації повний номер телефону призначення зазвичай складається з коду міста та номера телефону абонента.
Багато національних планів нумерації були розроблені на основі місцевих історичних вимог та прогресу або технологічних досягнень, що призвело до різноманітних структурних характеристик телефонних номерів, які присвоювалися телефонам. У Сполучених Штатах у 1947 році індустрія вирішила об'єднати всі місцеві телефонні мережі за одним загальним планом нумерації з фіксованою довжиною десяти цифр для національного телефонного номера кожного телефону, з яких останні сім цифр були відомі як місцевий номер довідника, або номер абонента. Такий план нумерації отримав назву закритий план нумерації. У кількох європейських країнах переважала інша стратегія, відома як відкритий план нумерації, який передбачає варіативність довжини телефонного коду, місцевого номера або і того, і іншого.

### Абонентський номер
Абонентський номер — це адреса, присвоєна телефонній лінії бо бездротовому каналу зв'язку, що закінчується на абонентському обладнанні. Перші кілька цифр абонентського номера можуть вказувати на менші географічні регіони, такі як міста або райони, виходячи з муніципальних аспектів, або окремі телефонні станції (код центрального офісу), такі як центри зв'язку. У мобільних мережах вони можуть вказувати оператора мережі. Абонентам, які телефонують у певній зоні, іноді не потрібно включати префікси зони під час набору номера в межах тієї самої області, але пристрої, які автоматично набирають телефонні номери, можуть містити повний номер із кодами зони та доступу.
Номер абонента, як правило, вказаний у місцевих телефонних довідниках, і тому його часто називають номером довідника.

### Код зони
Телефонні адміністрації, які керують телекомунікаційною інфраструктурою великого розміру, наприклад великої країни, часто ділять територію на географічні зони. Це сприяє незалежному управлінню адміністративними або історичними одиницями, такими як штати і провінції, територією або країною. Кожна адміністративно-територіальна одиниця ідентифікується на плані нумерації за допомогою маршрутного коду. Цю концепцію вперше було розроблено під час планування загальнонаціонального плану нумерації для операторського платного набору та прямого міжміського набору (DDD) у системі Bell у Сполучених Штатах у 1940-х роках, в результаті чого був створений Північноамериканський план нумерації для світової зони 1. AT&T поділив Сполучені Штати та Канаду на зони плану нумерації (NPA) і присвоїв кожному NPA унікальний тризначний префікс, код зони плану нумерації, який став скорочено називатися кодом NPA або просто кодом зони. Код міста додається до кожного номера телефону, виданого в зоні обслуговування.
Інші національні телекомунікаційні органи використовують різні формати та правила набору для кодів регіонів. Розмір префіксів коду міста може бути фіксованим або змінним. Коди регіонів у NANP мають три цифри, тоді як у Бразилії використовуються дві цифри, а в Австралії та Новій Зеландії — одна цифра. Формати зі змінною довжиною існують у багатьох країнах, зокрема в Аргентині, Австрії (від 1 до 4), Німеччині (від 2 до 5 цифр), Японії (від 1 до 5), Мексиці (2 або 3 цифри), Перу (1 або 2), Сирії (1 або 2) і Великий Британії. Окрім кількості цифр, формат може бути обмежений певними шаблонами цифр. Наприклад, NANP іноді мав конкретні обмеження на діапазон цифр для трьох позицій і вимагав присвоєння кодів географічним районам, уникаючи сусідніх районів, які отримують схожі коди, щоб уникнути плутанини і неправильного набору.
Деякі країни, наприклад Данія та Уругвай, об'єднали коди регіонів змінної довжини та номери телефонів у номери фіксованої довжини, які завжди потрібно набирати незалежно від місця розташування. У таких країнах код міста формально не виділяється в телефонному номері.
У Великобританії коди регіонів спочатку були відомі як абонентські коди міжміського набору (STD). Залежно від місцевих планів набору, вони часто необхідні лише при наборі з-за меж кодової зони або з мобільних телефонів. У Північній Америці десятизначний набір необхідний у регіонах з накладеними планами нумерації, в яких одній і тій самій області присвоєно кілька кодів.
Сувора кореляція телефону з географічною територією була порушена технічним прогресом, таким як локальне перенесення номерів і послуги передачі голосу через IP.
При наборі телефонного номера перед кодом міста може стояти міжміський префікс або національний код доступу, міжнародний код доступу та код країни.
Коди міст часто вказуються з додаванням національного коду доступу. Наприклад, номер у Лондоні може бути вказаний як 020 7946 0321. Користувачі повинні правильно інтерпретувати 020 як код Лондона. Якщо вони дзвонять з іншої станції в межах Лондона, вони можуть просто набрати 7946 0321, або якщо вони дзвонять з іншої країни, початковий 0 після коду країни слід опустити.

## Міжнародний план нумерації
Стандарт E.164 Міжнародного союзу електрозв'язку є міжнародним планом нумерації та встановлює телефонний код країни (код країни) для кожної організації-члена. Коди країн — це префікси національних телефонних номерів, які позначають маршрутизацію викликів до мережі підлеглої адміністрації номерного плану, як правило, країни або групи країн із єдиним планом нумерації, наприклад NANP. E.164 дозволяє максимальну довжину 15 цифр для повного міжнародного телефонного номера, що складається з коду країни, національного коду маршрутизації (коду регіону) та номера абонента. E.164 не визначає регіональні плани нумерації, але надає рекомендації щодо нових реалізацій і єдиного представлення всіх телефонних номерів.

### Код країни
Коди країни необхідні лише під час набору телефонних номерів в інших країнах, ніж вихідний телефон, але багато мереж дозволяють використовувати їх для всіх дзвінків. Вони набираються перед національним номером телефону.
Згідно зі специфікацією ITU-T E.123, міжнародні телефонні номери зазвичай вказуються в списках шляхом додавання перед кодом країни знака плюс (+). Це нагадує абоненту набрати міжнародний код виходу країни, з якої здійснюється дзвінок. Наприклад, міжнародний префікс або код доступу в усіх країнах NANP становить 011 і 00 у більшості інших країн. На сучасних мобільних телефонах і багатьох послугах IP-телефонії знак плюс зазвичай можна набрати, і він функціонує безпосередньо як міжнародний код доступу.

### Спеціальні служби
У системі телефонних кодів країн ITU изначив певні префікси для спеціальних служб, а також присвоює такі коди незалежним міжнародним мережам, таким як супутникові системи, що виходять за межі компетенції регіональних органів влади.
Деякі спеціальні сервісні коди:
- +388 5 — спільний код для груп країн
- +388 3 — Європейський телефонний номерний простір — загальноєвропейські послуги (припинено)
- +800 — Міжнародний безкоштовний телефон (UIFN)
- +808 — зарезервовано для послуг спільного використання
- +878 — Універсальні персональні телекомунікаційні послуги
- +881 — Глобальна мобільна супутникова система
- +882 і +883 — міжнародні мережі
- +888 — міжнародні операції з ліквідації наслідків катастроф
- +979 — Міжнародна послуга преміум-тарифів
- +991 — Міжнародна телекомунікаційна служба публічного листування (ITPCS)
- +999 — зарезервовано для майбутньої глобальної служби

### Супутникові телефонні системи
Супутникові телефони зазвичай мають телефонні номери зі спеціальним кодом країни, наприклад:
- Inmarsat : +870: SNAC (єдиний код доступу до мережі)
- ICO Global : +881 0, +881 1
- Ellipso: +881 2, +881 3
- Iridium[en] : +881 6, +881 7
- Globalstar : +881 8, +881 9
- Emsat: +882 13
- Thuraya : +882 16
- ACeS : +882 20

Деякі супутникові телефони видаються зі звичайними телефонними номерами, як-от супутникові телефони Globalstar із номерами телефонів NANP.

## Приватний план нумерації
Як і телекомунікаційна мережа загального користування, приватна телефонна мережа на підприємстві або в межах організації може реалізовувати приватний план нумерації для встановленої бази телефонів для внутрішнього зв'язку. У таких мережах працює приватна система комутації або приватна телефонна станція (АТС) усередині мережі. Призначені внутрішні номери часто називають додатковими номерами, оскільки внутрішній план нумерації розширює офіційний опублікований основний номер доступу для всієї мережі. Абонент із мережі набирає лише додатковий номер, призначений іншому внутрішньому телефону призначення.
Приватний план нумерації забезпечує зручність прив'язки телефонних номерів станцій до інших загальновживаних схем нумерації на підприємстві. Наприклад, номери станцій можуть бути призначені як номери кімнат у готелі або лікарні. Номери станцій також можуть бути стратегічно прив'язані до певних ключових слів, складених з літер телефонного набору, наприклад, 4357 (help), щоб зателефонувати до довідкової служби.
Внутрішнє призначення номерів може не залежати від послуг прямого внутрішнього набору (DID), що надаються зовнішніми постачальниками телекомунікаційних послуг. Для номерів без доступу DID внутрішній комутатор ретранслює зовнішні виклики через оператора, автоматизованого оператора або електронну інтерактивну систему голосової відповіді. Телефонні номери для користувачів таких систем часто публікуються шляхом додавання до офіційного телефонного номера внутрішнього номера, наприклад, 1 (800) 555-0001 x2055.
Деякі системи можуть автоматично зіставляти великий блок DID-номерів (що відрізняються лише кінцевою послідовністю цифр) з відповідним блоком окремих внутрішніх станцій, дозволяючи додзвонитися до кожної з них безпосередньо з публічної телефонної мережі. У деяких із цих випадків можна використати спеціальний коротший номер дозвону, щоб зв'язатися з оператором, у якого можна попросити загальну інформацію, наприклад, допомогти знайти або підключитися до внутрішніх номерів. Наприклад, на окремі внутрішні номери в Саарландському університеті можна набрати безпосередньо ззовні через їх чотиризначний внутрішній номер +49-681-302-xxxx, тоді як офіційний основний номер університету +49-681-302-0 (49 — код країни Німеччини, 681 — код міста Саарбрюкен, 302 — префікс університету).
Абоненти, що дзвонять у межах приватного плану нумерації, часто набирають префікс зовнішньої лінії зв'язку, щоб дістатися до національного чи міжнародного пункту призначення (зовнішня лінія) або отримати доступ до виділеної лінії (або з'єднувальної лінії) до іншого місця в межах того самого підприємства. Великий виробник із заводами та офісами в кількох містах може використовувати префікс (наприклад, «8»), після якого слідує код внутрішньої маршрутизації, щоб вказати місто чи місце, а потім окремий чотири- чи п'ятизначний внутрішній номер на місці призначення. Загальним префіксом зовнішньої лінії в північноамериканських системах є цифра 9, за якою йде номер зовнішнього пункту призначення.
Додаткові налаштування тарифного плану, такі як однозначний доступ до стійки реєстрації готелю або обслуговування номерів з окремої кімнати, доступні на власний розсуд власника АТС.

## Індикатор плану нумерації
Передача сигналів у телекомунікаційних мережах залежить від технології, яка використовується для кожного каналу. Під час сигналізації зазвичай між системами комутації передається додаткова інформація, яка не представлена в телефонних номерах, які служать лише мережевими адресами кінцевих точок. Одним з таких інформаційних елементів є покажчик плану нумерації (НПН). Це номер, визначений у стандарті ITU Q.713, параграф 3.4.2.3.3, що вказує на план нумерації доданого номера телефону. NPI можна знайти в частині керування сигнальним з'єднанням (SCCP) і повідомленнях служби коротких повідомлень (SMS). Станом на  2004 визначено наступні плани нумерації та відповідні значення індикаторів плану нумерації:
| НПІ | опис               | Стандартний   |
| --- | ------------------ | ------------- |
| 0   | невідомий          |               |
| 1   | Телефонія ISDN     | E.164         |
| 2   | загальний          |               |
| 3   | даних              | X.121         |
| 4   | телекс             | F69           |
| 5   | морський мобільний | E.210 і E.211 |
| 6   | наземний мобільний | E.212         |
| 7   | ISDN/мобільний     | E.214         |

## Порядок дозвону абонента
Хоча план нумерації телефонів визначає послідовність цифр, призначену кожній телефонній або дротовій лінії, встановлюючи мережеві адреси, необхідні для маршрутизації викликів, адміністратори плану нумерації можуть визначати певні процедури набору номера для здійснення викликів. Це може включати набір додаткових префіксів, необхідних з адміністративних чи технічних причин, або це може дозволити короткі кодові послідовності для зручності чи швидкості обслуговування, наприклад, у екстрених випадках. Сукупність процедур дозвону для адміністрування плану нумерації часто називають планом дозвону.
План номеру встановлює очікувану послідовність цифр, що набираються на абонентському обладнанні, такому як телефони, в системах приватних філій (PBX) або в інших телефонних комутаторах, щоб отримати доступ до телефонних мереж для маршрутизації телефонних викликів або активуйте спеціальні функції місцевої телефонної компанії, наприклад 311 або 411.

### Набір номера зі змінною довжиною
У Північноамериканському плані нумерації (NANP) адміністрація визначає стандартні та дозволені процедури набору номера, вказуючи кількість обов'язкових цифр для місцевих дзвінків у межах однієї зони плану нумерації (NPA), а також альтернативні, необов'язкові послідовності, наприклад як додавання префікса 1 перед номером телефону.
Незважаючи на закритий план нумерації в НАНП, на багатьох територіях існують різні процедури дозвону для місцевих і міжміських телефонних розмов. Це означає, що щоб зателефонувати на інший номер у тому самому місті чи регіоні, абоненти повинні набрати лише частину повного номера телефону. Наприклад, у NANP може знадобитися набрати лише семизначний номер, але для дзвінків за межі зони місцевого плану нумерації потрібен повний номер, включаючи код міста. У таких ситуаціях Рекомендація ITU-T E.123 пропонує вказувати код регіону в дужках, вказуючи на те, що в деяких випадках код регіону необов'язковий або може не знадобитися.
У міжнародному масштабі код міста зазвичай має префікс внутрішнього коду доступу до зовнішньої лінії зв'язку (зазвичай 0) під час набору номера з країни, але не обов'язковий під час дзвінка з інших країн; є винятки, наприклад, для італійських наземних ліній зв'язку.
Щоб зателефонувати, наприклад, у Сідней, Австралія :
- xxxx xxxx (у Сіднеї та інших місцях Нового Південного Уельсу та Австралійської столичної території — код міста не потрібен)
- (02) xxxx xxxx (за межами Нового Південного Уельсу та Австралійської столичної території, але все ще в межах Австралії — потрібен код міста)
- +61 2 xxxx xxxx (за межами Австралії)

Символ плюс (+) у розмітці означає, що наступні цифри є кодом країни, у даному випадку 61. Деякі телефони, особливо мобільні телефони, дозволяють безпосередньо вводити +. Для інших пристроїв користувач повинен замінити + на міжнародний код доступу для свого поточного місцезнаходження. У Сполучених Штатах більшість операторів вимагають, щоб абонент набрав 011 перед кодом країни призначення.
Нова Зеландія має особливий план набору номера. У той час як більшість країн вимагає набору коду міста, лише якщо він відрізняється, у Новій Зеландії потрібно набирати код міста, якщо телефон знаходиться за межами місцевої зони виклику. Наприклад, місто Вайкуаїті входить до юрисдикції міської ради Данідіна та має номери телефонів (03) 465 7xxx. Телефонувати до міської ради в центрі Данідіна (03) 477 4000, жителі повинні набрати номер повністю, включаючи код міста, навіть якщо код міста однаковий, оскільки Вайкуаїті та Данідін знаходяться в різних місцевих зонах телефонного зв'язку (Палмерстон і Данідін відповідно.)
У багатьох зонах NANP внутрішній код магістралі (код доступу на велику відстань) також необхідно набирати разом із кодом міста для міжміських викликів навіть у межах однієї зони плану нумерації. Наприклад, щоб зателефонувати на номер у Regina з кодом міста 306 (Regina та решта провінції Саскачеван також обслуговуються накладним кодом 639):
- 306 xxx xxxx — у Реджайні, Ламсдені та інших місцевостях
- 1 306 xxx xxxx — у межах Саскачевану, але не в межах місцевої зони виклику Regina, наприклад, Саскатун
- 1 306 xxx xxxx — будь-де в межах NANP за межами Саскачевану

У багатьох частинах Північної Америки, особливо в планах накладання коду міста, набір коду міста або 1 і коду міста потрібний навіть для місцевих дзвінків. Для набору номера з мобільного телефону код магістралі в США не потрібен, хоча він необхідний для дзвінка на всі міжміські номери з мобільного телефону в Канаді. Багато мобільних телефонів автоматично додають код міста телефонного номера пристрою для вихідних дзвінків, якщо користувач не набирає номер.
У деяких частинах Сполучених Штатів, особливо в північно-східних штатах, таких як Пенсільванія, які обслуговує Verizon Communications, потрібно набирати десятизначний номер. Якщо виклик не місцевий, виклик не вдається, якщо перед набраним номером не стоїть цифра 1. Таким чином:
- 610 xxx xxxx — місцеві дзвінки в межах коду міста 610 і його накладення (484), а також дзвінки на або з сусіднього коду 215 і його накладання, 267. Необхідно вказати код регіону; один із двох варіантів завершення для мобільних телефонів у США
- 1 610 xxx xxxx — дзвінки з номерів поза зонними кодами 610/484 і 215/267; другий із двох варіантів завершення для мобільних телефонів у США

У Каліфорнії та Нью-Йорку через існування як накладних кодів регіону (де код регіону потрібно набирати для кожного дзвінка), так і ненакладних кодів регіону (де код регіону набирається лише для дзвінків за межами домашнього коду регіону абонента), «дозволений набір домашнього коду міста» 1 + код міста в межах одного коду міста, навіть якщо код міста не потрібен, було дозволено з середини 2000-х років. Наприклад, у коді міста 559 (ненакладний код міста) виклики можуть набиратися як 7 цифр (XXX—XXXX) або 1 559 + 7 цифр. Спосіб здійснення виклику не впливає на тарифікацію виклику. Цей «дозвільний набір коду місцевості» допомагає підтримувати одноманітність і усуває плутанину, враховуючи різні типи змін коду міста, що зробило Каліфорнію штатом з найбільшою кількістю «кодів міста». На відміну від інших штатів із накладними кодами регіонів (Техас, Меріленд, Флорида, Пенсільванія та інші), Комісія з комунальних послуг Каліфорнії та Комісія з громадських послуг штату Нью-Йорк підтримують два різні плани набору номерів: стаціонарні телефони повинні набирати 1 + код міста щоразу, коли код міста частину набраних цифр, тоді як користувачі мобільних телефонів можуть опустити «1» і просто набрати 10 цифр.
Багато організацій мають системи приватних відділень, які дозволяють набирати цифру(и) доступу до зовнішньої лінії (зазвичай 9 або 8), «1» і, нарешті, код місцевої зони та xxx xxxx у зонах без накладок. Цей аспект ненавмисно корисний для працівників, які проживають в одному коді регіону та працюють у коді регіону з одним, двома або трьома сусідніми кодами регіону. Набір номеру 1+ за будь-яким кодом міста може бути здійснений працівником швидко, з усіма винятками, обробленими на приватній телефонній станції та переданими на комутовану телефонну мережу загального користування.

### Повний набір номера
У невеликих країнах або регіонах повний номер телефону використовується для всіх дзвінків, навіть у тій самій області. Традиційно так було в невеликих країнах і територіях, де коди регіонів не потрібні. Однак у багатьох країнах існує тенденція до того, щоб зробити всі номери стандартної довжини та включити код міста в номер абонента. Це зазвичай робить використання коду магістралі застарілим. Наприклад, щоб подзвонити в Осло в Норвегії до 1992 року, потрібно було набрати:
- xxx xxx (в межах Осло — код міста не потрібен)
- (02) xxx xxx (у Норвегії — за межами Осло)
- +47 2 xxx xxx (за межами Норвегії)

Після 1992 року це змінилося на закриту восьмизначну нумерацію, наприклад:
- 22xx xxxx (у Норвегії, включаючи Осло)
- +47 22xx xxxx (за межами Норвегії)

Однак в інших країнах, наприклад у Франції, Бельгії, Японії, Швейцарії, Південній Африці та деяких частинах Північної Америки, код зовнішньої лінії зберігається для внутрішніх дзвінків, як місцевих, так і національних, наприклад,
- Париж 01 xx xx xx xx (за межами Франції +33 1 xxxx xxxx)
- Брюссель 02 xxx xxxx (за межами Бельгії +32 2 xxx xxxx)
- Женева 022 xxx xxxx (за межами Швейцарії +41 22 xxx xxxx)
- Кейптаун 021 xxx xxxx (за межами Південної Африки +27 21 xxx xxxx)
- Нью-Йорк 1 212 xxx xxxx (поза Північноамериканським планом нумерації +1 212 xxx xxxx)
- Фукуока 092 xxx xxxx (поза Японським планом нумерації +81 92 xxx xxxx)
- Індія «0-10-значний номер» (за межами Індії +91 XXXXXXXXXX). В Індії через наявність кількох операторів метрополітен має короткі коди від 2 до 8 цифр.

Хоча деякі, наприклад Італія, вимагають набору початкового нуля навіть для дзвінків з-за меж країни, наприклад,
- Рим 06 xxxxxxxx (за межами Італії +39 06 xxxxxxxx)

Хоча набір повних національних номерів займає більше часу, ніж набір місцевого номера без коду міста, збільшення використання телефонів, які можуть зберігати номери, означає, що це стає все менш важливим. Це також полегшує відображення номерів у міжнародному форматі, оскільки код магістралі не потрібен, тому номер у Празі, Чехія, тепер може відображатися як:
- 2xx xxx xxx (в Чехії)
- +420 2xx xxx xxx (за межами Чехії)

- 02 / xx xx xx xx (в Чехії)
- +420 2 / xx xx xx xx (за межами Чехії)

Деякі країни вже перейшли, але префікс з'єднання додано повторно разом із закритим планом набору, наприклад у Бангкоку, Таїланд до 1997 року:
- xxx-xxxx (всередині Бангкока)
- 02-xxx-xxxx (всередині Таїланду)
- +66 2-xxx-xxxx (за межами Таїланду)

Це було змінено в 1997 році:
- 2-xxx-xxxx (всередині Таїланду)
- +66 2-xxx-xxxx (за межами Таїланду)

Префікс магістралі був повторно доданий у 2001 році
- 02-xxx-xxxx (всередині Таїланду)
- +66 2-xxx-xxxx (за межами Таїланду)

## Національний план нумерації України
В Україні Національний план нумерації був затверджений Наказом Міністерства транспорту та зв'язку України від 23.11.2006  № 1105, який діяв з 2006-2023 р.р.
02.11.2023 р. набув чинності Наказ Адміністрації Державної служби спеціального зв’язку та захисту інформації України від 26 серпня 2023 року № 758 "Про затвердження Національного плану нумерації України", який затверджує нову редакцію "Національного плану нумерації України" та має такі нововведення:
- Запровадження можливості розподілу та використання як двозначних, так і тризначних кодів мереж призначення, що дозволить більш ефективно розподіляти та використовувати обмежені ресурси нумерації та спростить вихід на ринок для нових постачальників мереж мобільного зв’язку при розгортанні мереж місткістю до 1 млн номерів;
- Збереження чинного 9-значного формату номерів мереж мобільного зв’язку та збільшення місткості цих мереж до 10 млн номерів шляхом зняття обмежень з використання цифр «0» та «1» як перших цифр абонентських номерів;
- Створення умов для використання тризначних кодів мереж призначення (Destination Network Code, DN code) для організації розгортання національних мереж М2М/IoT підвищеної абонентської місткості, а саме місткістю до 1 млрд номерів формату Е.164;
- Скасування штучного поділу номерів 12X, 15XX, 16XX, 106XX, 14XXX на «скорочені» і «єдині скорочені» для спрощення їх подальшого розподілу та більш ефективного використання на мережах фіксованого і мобільного зв’язку;
- Врегулювання питань використання скорочених номерів, перші цифри яких починаються від 2 до 9 шляхом включення нового терміна «внутрішньомережевий номер», який не є загальнодоступним для мереж загального користування, а може використовуватися для надання електронних комунікаційних послуг абонентам тільки всередині електронної комунікаційної мережі (мереж) певного постачальника послуг;
- Актуалізація назв служб екстреної допомоги, доступ до яких надається за номерами 101, 102, 103, 104 та 112, а також врегулювання особливостей організації з’єднань з оперативно-диспетчерськими службами, що здійснюють екстрені комунікації та з комунікаційними центрами «Служба 112», в тому числі під час передачі інформації про місцеперебування абонента за технологією AML/ELS;
- Вдосконаленням розподілу ідентифікаторів Е.212 шляхом включення до Плану нумерації опису формату міжнародних ідентифікаторів абонентів мобільного зв’язку IMSI, який встановлений Рекомендацією Міжнародного союзу електрозв’язку ITU-T Rec.E.212 «План міжнародної ідентифікації для мереж загального користування та абонентів», а також запровадження можливості виділення двозначних та тризначних кодів мереж мобільного зв’язку MNC;
- Суттєве зменшення кількості резервних двозначних кодів мереж призначення з 20 до 3 та виведення з резерву відповідно 17 двозначних або 170 тризначних кодів, які будуть доступі для подальшого первинного розподілу у встановлену законодавством порядку, тобто без погодження із центральним органом виконавчої влади у сфері електронних комунікацій.
- Визначення опису та формату альфа-нумерологічного імені, як послідовності літер та/або символів, та/або десяткових цифр в адресній частині текстового повідомлення або виклику, яка використовується для позначення відправника такого повідомлення або ініціатора виклику замість презентації номера.

Новий План нумерації дозволить розблокувати процес розробки та до кінця 2023 року розпочати надання адміністративних послуг з питань видачі, переоформлення, продовження строку дії дозволів на користування ресурсами нумерації.